# صفیه سلطان
صفیه سلطان، (زاده ۱۵۵۰ – درگذشته ۱۰ نوامبر ۱۶۱۸ استانبول) که با نام ملیکه صفیه سلطان، نیز شناخته می‌شود، خاصگی سلطان و احتمالا همسر عقدی مراد سوم و والده سلطان محمد سوم، همچنین مادربزرگ احمد یکم و مصطفی یکم و یکی از چهره‌های برجسته در دوره سلطنت زنان بود. از او به عنوان خاص‌ترین بانوی عثمانی یاد می‌شود چرا که او در طول سلطنت هفت تن از پادشاهان امپراتوری عثمانی زندگی کرده بود.

## مبدأ
صوفیا از تبار ونیز بود. پدرش فرماندار ونیزی کورفو بود و او تنها فرزند این خانواده ثروتمند محسوب می‌شد. صوفیا دوره آموزش و پرورشش را در شرایط خوبی سپری کرد. با این وجود در سن ۱۳ سالگی در طول سفر در مدیترانه در داخل امپراتوری عثمانی توسط دزدان دریایی ربوده شده و یک سال بعد در بازار برده‌ها در استانبول به فروش گذاشته شد. او توسط هماشاه سلطان خریداری شد و برای مراد سوم به عنوان هدیه فرستاده شد و مراد او را صفیه نامیدد و در ۲۶ می ۱۵۶۶ او اولین فرزند خود و مراد به نام محمد سوم را به دنیا آورد یعنی همان سالی که سلطان سلیمان درگذشت.

## خاصگی سلطان

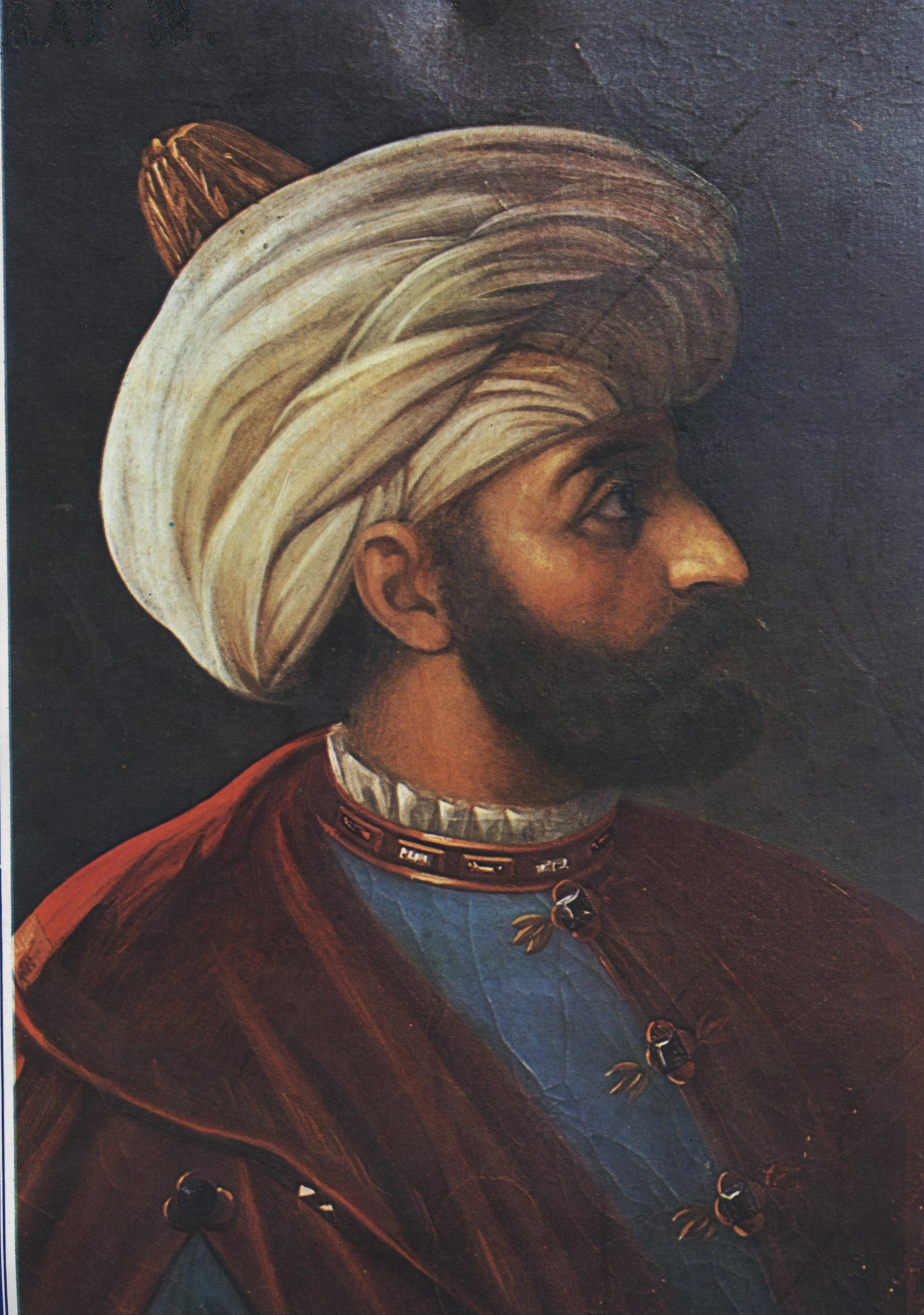
مراد سوم شوهر صفیه سلطان

صفیه سلطان تنها زنی بود که مراد قبل از رسیدن به سلطنت با وی رابطه داشت و این رابطه تک همسری تا سالهایی بعد از به سلطنت رسیدن مراد نیز ادامه داشت اما مادر بانفوذ مراد، نوربانو که به طور مرتباً در طول دوره سلطنت پسرش دخالت‌های بسیار بی شماری در تمامی کارهای روزمره امپراتوری می کرد، به پسرش توصیه های مداوم کرد که برای داشتن چندین شاهزاده با دیگر زنان حرم نیز رابطه داشته باشد چرا که تا سال ۱۵۸۱ تنها یک پسر از مراد و صفیه به‌نام محمد زنده مانده بود.
در سال ۱۵۸۳ نوربانو، به راحتی صفیه را متهم کرد که برای وفادار نگه داشتن مراد به خود و جلوگیری از رابطه مراد با دیگر زنان حرم از سحر و جادو استفاده می‌کند و این تهمت دورغ موجب زندانی شدن و شکنجه خدمتکاران صفیه شد و نوربانو پسرش را متقاعد کرد صفیه را تبعید کند. خواهر مراد به نام اسماخان سلطان دو تن از زنان بسیار زیبای حرم را به مراد معرفی کرد که مراد نیز آنها را پذیرفت؛ که پس از آن گفته می شود مراد با خوردن داروهای پزشکانی که تحت امر مادرش ساخته بودند دچار شهوت سیری ناپذیری شد و از زنان حرم خود صاحب بیش از ۲۰ پسر و چندین دختر شد. راویان ونیزی عنوان کرده‌اند که گرچه این کار برای صفیه بسیار سخت و تلخ بود اما او وقار خود را حفظ کرد و هیچ نشانه‌ای از حسادت نسبت به سایر زنان حرم که به نزد سلطان می‌رفتند از خود نشان نداد و حتی خودش دست به کار شد و زنان بیشتری را به حضور سلطان فرستاد و این عمل موجب شد شان و مزلت وی نزد سلطان بیشتر شده و سلطان برای صفیه ارزش بیشتری قائل شود و در امور سیاسی بعد از مرگ نوربانو بیشتر با او مشورت کند.
در سالهای واپسین سلطنت مراد، صفیه مجدداً تنها همدم وی شد و در سال ۱۵۸۵ به عقد سلطان درآمد. اما راویان ونیزی و سفیران انگلیسی این مسئله را انکار کرده‌اند. همان‌طور که جویوانی مورو در سال ۱۵۹۵ گزارش داده صفیه یکی از زنان بسیار تأثیر گذار و قدرتمند تاریخ سلسله ای حرمسرا در امپراتوری عثمانی بود و از اختیاراتی که بواسطه مادر شاهزادگان به وی داده شده بود استفاده می‌کرد و در اداره امور دولت و عزل و نصب افراد مهم دخالت می کرد. او در مسائل مربوط به روابط با کشورهای خارجی دخالت می‌کرد و نظریاتش در این زمینه بسیار مورد احترام قرار می‌گرفت و از آنجایی‌که سلطان نیز صفیه را زنی عاقل و خردمند می‌دانست، به همین دلیل صفیه در اعدام سوکلو محمد پاشا نقش مهمی داشته‌است.
صفیه سلطان بدون شک بعد از مرگ مادرشوهرش نوربانو سلطان بسیار تاثیرگذارتر و قدرتمندتر شد و در همه چیز بدون مخالفت دخالت می‌کرد و مراد دوست داشت قبل از انجام فعالیت در سیاست از او مشاوره بگیرد و به همین خاطر برخی از مقامات دولتی و نظامی در اطراف او به شکل یک جناح درآمدن و با صفیه سلطان همدست شدند در آن زمان صفیه هم مثل نوربانو سلطان مصمم بود که هیچ‌کس در زمان به سلطنت رسیدن پسرش محمد در امور جانشینی مداخله نکند.
در آن زمان صفیه به شوهرش تأکید می‌کرد پسرشان را در کنار خود نگاه دارند تا مشکلی در آینده به وجود نیاید مراد با حرف صفیه محمد را به پایتخت آورد و او را به عنوان یک مشاور نزدیک و مورد اعتماد برای خودش تأسیس کرد، در این زمان به گفته سفیران انگلیسی و ونیزی صفیه بخاطر بیماری شوهرش و وجود پسرش در پایتخت در سال ۱۵۹۰ نفوذی بزرگتری بدست آورد و شایعه شده بود که صفیه سلطان امپراتوری عثمانی را اداره می‌کند.

## والده سلطان

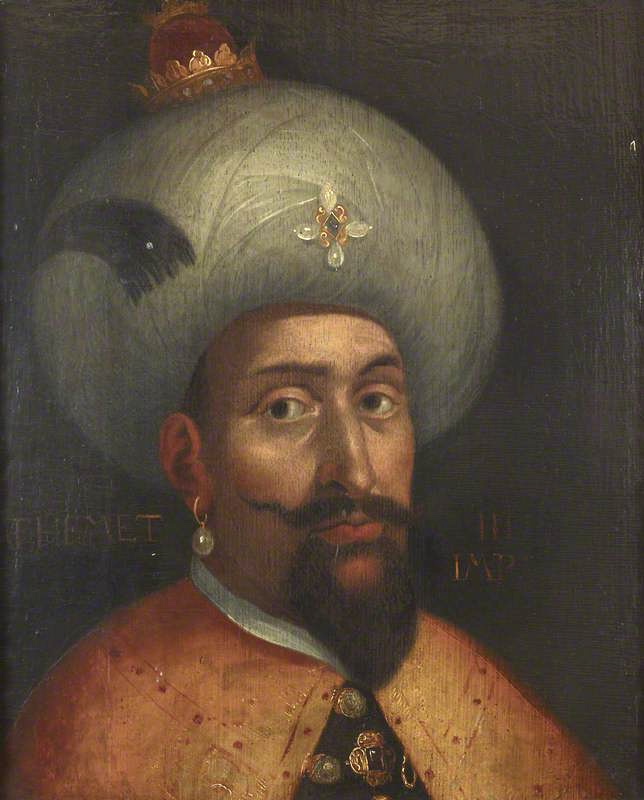
محمد سوم که صفیه سلطان از سال ۱۵۹۵ تا ۱۶۰۳ والده سلطان برای وی بود

هنگامی که مراد سوم در سال ۱۵۹۵ از دنیا رفت صفیه مقدمات به سلطنت رسیدن فرزندش محمد را فراهم کرد و خودش والده سلطان - یکی از قدرتمندترین‌ها در تاریخ عثمانی شد. سیاست عثمانی در این دوره بر اساس نظر گروهی به رهبری صفیه سلطان و غضنفر آقا یکی از خواجگان سفیدپوست حرم و رئیس اندرونی تعیین می‌کرد. 
صفیه تا زمان مرگ پسرش مبلغ قابل توجهی در ۳۰۰۰ آسپر در روز به عنوان مواجب دریافت می‌کرد. زمانی که محمد سوم درسال ۱۵۹۶ مجبور شد به جنگ با مجارستان برود، اداره امپراتوری به مادرش سپرد و بدین معنا به او قدرت اجرایی دولت و مسئولیت اداره خزانه داری امپراتوری را اعطا کرد. در خلال این حکمرانی موقت، صفیه پسرش را به راحتی متقاعد کرد تا حکم قاضی پایتخت را لغو کند و دامادش وزیر اعظم ابراهیم پاشا را درکنار او باقی بگذارد به جای قاضی مسئول اداره امور پایتخت کند.
در این دوره، دبیر سفیر انگلستان گزارش داد كه صفیه سلطان هنگام مشغول بودن به اداره حکومت و تماشای شهر از تالار بزرگ قصر سلطنتی، "تعدادی قایق را در كنار رودخانه بسفر كه عجله‌ کنان در حال حرکت بود و به هم چسبیده بودند را دید. ملكه مادر برای کسب اخبار جزئیات خادمانش را فرستاد و به او گفتند كه وزیر اعظم نسبت به بعضی از (کاهپ‌‌ها)، یعنی فاحشه‌ها عدالت را انجام می‌دهد و با آنها سرگرم است. صفیه، با نارضایتی شدید، هشداری فرستاد و به وزیر توصیه كرد كه پسرش او را برای اداره روزانه شهر که بسیار مهم هست رها كرده است نه برای رسیدگی به مشکلات بی‌ارزش زنان بدکاره، به این ترتیب به او فرمان می دهد. به دنبال مشاغل مهم روزانه شهر باشد و تا زمان بازگشت اربابش دیگر درگیر مشکلات زنان نباشد.
مهم‌ترین بحرانی که صفیه در دوران والده سلطان بودن خود با آن مواجه شد، دردسری بود که از جانب گیرای مورد اعتمادش اسپرانزا مالچی برای وی بوجود آمد. درسال ۱۶۰۰ سواره نظام سلطنتی در اثر تحریکات مالچی و پسرش دست به شورش زدند. یکی از دلایل این شورش حقوق اندکی بود که به سربازان پرداخت می‌شد و موجب نارضایتی آنان شده بود. صفیه مسئول این شورش شناخته شد چون مالچی برای او کار می‌کرد. سلطان با قساوت تمام مالچی و پسرش را کشت. سلطان محمد مجبور شد بگوید که "او با مادرش در این مورد رایزنی کرده و بندگانش را اصلاح خواهد کرد و مسببین این شورش را تنبیه خواهد کرد." صفیه برای اینکه از شک سربازان به او در مورد مشورت در عزل و نصب و اعدام افراد در این شورش به سلطان و نفوذ او بر تمامی تصمیم سلطان در این کار جلوگیری کند، پسرش را خیلی راحت وادار کرد که به جای اینکه با امضای خودش فرمانهای اعدام را صادر کند از امضای وزیراعظم استفاده کند.
صفیه سلطان در قتل نوه‌اش، شاهزاده محمود در سال ۱۶۰۳ دست داشت، زیرا محمود مطلع شد که یک پیشگوی مذهبی به مادرش پیغام داده که سلطان محمد سوم ظرف شش ماه خواهد مرد و پسرش جانشین او خواهد شد. طبق گفته های سفیر انگلیسی محمود بسیار مضطرب گشته و همیشه از اینکه پدرش کاملاً تحت راهنمائی و هدایت مستقیم و بازیچه دست مادربزرگش است ناراحت بود و مورد علاقه ملکه مادر نبود به همین دلیل سلطان با گمان شورش پسرش و حسادت به محبوبیت او فرمان اعدامش را صادر کرد. 
در سال ۱۶۰۳ احمد یکم جانشین محمد سوم شد و یکی از اولین اقدامات مهم و اساسی وی برکناری مادربزرگش قدرت بود، صفیه در ۹ ژانویه ۱۶۰۴ به کاخ قدیمی تبعید شد. صفیه سلطان بعد از مرگ خندان سلطان و در جریان جنگ ایران و عثمانی (۱۶۱۸–۱۶۰۳) با ارسال نامه برای زینب بیگم برای میانجگری و تغییر رای شاه عباس بزرگ از حمله به عثمانی تلاش کرد، صفیه در این نامه خودش را مشاور احمد معرفی کرده بود. وقتی در سال ۱۶۱۷ مصطفی یکم برادر احمد به پادشاهی رسید، صفیه سلطان زنده بود و روزانه ۳۰۰۰ آسپر دریافت می‌کرد و مورد احترام بود و زندگی راحتی را دور از دردسر می‌گذارند، وی در زمان سلطنت عثمان دوم زنده بود.

## سیاست خارجه
صفیه مانند نوربانو، سیاستش این بود که با ونیزی‌ها رابطه خوبی داشته باشد و همیشه حامی سفیر ونیز بود؛ و یکی از این سفرا او را به عنوان زنی پایبند به عهد و پیمان و قابل اعتماد به سنا معرفی کرد و عنوان کرد که من حقیقت را در قسطتنطنیه یافته‌ام بنابراین اگر می‌خواهید که همیشه در آرامش باشید قدرشناس و سپاس‌گزار صفیه باشید. صفیه همچنین روابط خوبی با انگلستان داشت. وی پسرش محمد سوم را متقاعد کرد تا اجازه دهد سفیر انگلستان در جنگ مجارستان او را همراهی کند. یکی از جنبه‌های منحصر به فرد نقش و زندگی عمومی صفیه این است که او خود شخصاً با ملکه الیزابت اول به طور وسیع و همه جانبه در اداره امور خارجی و گاهی اوقات داخلی مکاتبه رسمی داشت. در این میان آنها به تبادل هدایا برای یکدیگر نیز می‌پرداختند. در یک زمان صفیه پرتره ای از ملکه الیزابت دریافت کرد که در ازای پارچه های لباسی نقره بافت، کمربندی از نقره و دستمالهای زربافت از طلای متراکم بود که وی برای ملکه انگلستان فرستاده بود.
در نامه ای به تاریخ ۱۵۹۹ صفیه به درخواست ملکه برای داشتن روابطی خوب بین دو امپراتوری پاسخ می دهد:
"نامه شما را دریافت کردم. ان شاء الله اقدامات لازم مطابق آنچه شما خواسته اید را انجام خواهم داد.از این رابطه بسیار خشنود هستم. دائماً فرزندم ، پادشاه را نصیحت می کنم که به عهدو پیمان خود وفادار باشد از تکرار این حرفها با وی هرگز غفلت نخواهم کرد ان شاء الله شما هم در این رابطه متضرر نخواهید شدو امیدوارم که شما نیز همیشه به این رابطه دوستانه وفادار بمانید. به خواست خدا امیدوارم که رابطه ما هرگز از میان نرود. شما برای من کالسکه ای فرستاده اید که دریافت کرده ام. با کمال میل آن را می پذیرم. من هم برای شما یک ردا، یک کمربند، و دو حوله حمام زربافت ، سه دستمال، یک تاج یاقوت و مروارید فرستاده ام . امیدوارم که کم ارزشی هدایای من را به من ببخشید."
برای جلوگیری از بدخواهی دشمنان صفیه کالسکه هدیه ملکه الیزابت را پنهان کرده و تنها زمانی که در شهر گشت و گذار می کرد از آن استفاده می کرد. 
این تبادل نامه و هدایا بین ملکه الیزابت اول و صفیه جنبشی جنسیتی در روابط دو کشور را بنا نهاد. با توجه به رسم و رسومات آن زمان که پادشاهان از تبادل زنان برای برقراری روابط سیاسی، اقتصادی یا اتحاد نظامی بهره می بردند رابطه الیزابت و صفیه آنها را در موقعیتی قدرتمند و تاثیرگذار قرارداد، نه اینکه به عنوان وسیله ای برای رسیدن پادشاهان به اهداف سیاسی خودشان در بین کشورها.
اتفاق غیر معمولی که در رابطه صفیه و ملکه الیزابت رخ داد علاقه صفیه به پاول پیندر، نماینده سفیر انگلستان بود که کالسکه اهدایی ملکه انگلستان  را برای صفیه آورد. بر طبق نوشته های توماس دالام ( کسی که هدایای ملکه الیزابت را به محمد سوم تقدیم کرد) ، صفیه علاقه شدیدی به آقای پیندر داشت تا جایی که از او خواست که به خلوتش بیاید. اما قرار آنها به هم خورد.

## آثار عمومی
ساخت و سازهایی از زمان شروع سلطنت صفیه آغاز شد. شروع ساخت مسجد والده سلطان در زمان صفیه سلطان صورت گرفته، اما در سال ۱۵۹۸ ساخت و ساز برای چندین دهه متوقف شد زیرا محمد سوم درگذشت و صفیه سلطان قدرتش را از دست داد. مسجد در سال ۱۶۶۵ توسط یکی دیگر از والده سلطان‌ها، تورخان خدیجه، مادر محمد چهارم به پایان رسید. مسجد صفیه در قاهره به افتخار ملکه مادر صفیه سلطان، نامگذاری شده‌است.

## فرزندان
- محمد سوم، (تولد ۲۶ مه ۱۵۶۶ مانیسا – درگذشته ۲۲ دسامبر ۱۶۰۳ استانبول، در مقبره محمد سوم در ایاصوفیا دفن شد)
- شاهزاده محمود، (تولد ۱۵۶۸ مانیسا – درگذشته ۱۵۸۲ استانبول در آرامگاه سلیم دوم در ایاصوفیا دفن شد)
- عایشه سلطان (تولد ۱۵۷۰ مانیسا – درگذشته ۱۶ مه ۱۶۰۵ استانبول در مقبره محمد سوم در ایاصوفیا دفن شد)
- شاهزاده عثمان (تولد ۱۵۷۳ مانیسا – درگذشته ۱۵۸۷ استانبول در آرامگاه سلیم دوم در ایاصفویا دفن شد)
- فاطمه سلطان (تولد ۱۵۷۵ استانبول – درگذشته ۱۶۲۰ استانبول در مقبره مراد سوم در ایاصوفیا دفن شد)

## مرگ
صفیه سلطان در نوامبر سال ۱۶۱۸ در زمان سلطنت نواده‌اش عثمان دوم درگذشت و با احترام در کنار مقبر شوهرش مراد سوم به خاک سپرده شد.